# ギアトレーン
ギアトレーン（英語: gear train、ギアトレイン）または歯車列（はぐるまれつ）は、ギア（歯車）のトレイン（列）のこと。数枚のギアを同一面上に一列に並べたもので、動力を伝達する方式のひとつである。

## 概要
ギアトレーンの歴史は長く、ローマ帝国時代にはすでに実用化されていた。
レシプロエンジンにおいては、クランクシャフトとシリンダーヘッドにあるカムシャフトとの間を結び、動弁系を駆動するものが代表的で、カムギアトレーンと呼ばれる。
また、対向ピストン機関で、離れた位置にある2本またはそれ以上の数のクランクシャフトを連動させるために用いられる。
スクーターにおいて、駆動輪への動力伝達にギアトレーンを採用した車種がある。
組み合わされるギアは、特定の歯同士がいつもかみ合い、偏磨耗することを防ぐため、また、共振を避けるため、通常、公約数のない歯数（奇数枚と偶数枚の組み合わせが多い）とされる。ただし、カムギアトレーンでは駆動側と被駆動側の歯数比を1:2にして、カムシャフトの回転数をクランクシャフトの半分としている。
ギアトレーンは使用されている歯車の種類にもよるが、騒音の発生源となるため、静粛性が求められる用途には不向きである。その場合にはベルト、ローラーチェーンなどを用いる。